# День матері
День матері (англ. Mother's Day) — міжнародне та локальне свято на честь матері сім'ї, а також материнства, материнських зв'язків та впливу матерів у суспільстві. В Україні офіційно відзначається щорічно, починаючи з 2000 року, у другу неділю травня.
Свято відзначають у різні дні в багатьох частинах світу, найчастіше в березні чи травні. Воно доповнює подібні урочистості на честь членів сім'ї: День батька, День братів і сестер та День бабусь і дідусів.

## Історія встановлення
Вшанування жінки, як хранительки роду, матері сімейства, зустрічається в багатьох народів та має свій вираз в окремих національних культурах.
Найперші мистецькі твори Єгипту вказують на те, як давні єгиптяни вшановували матерів. Першим відзначати свято на державному рівні в Єгипті запропонував журналіст Мустафа Амін (англ. Mustafa Amin).
Уперше встановлене офіційно Конгресом США 8 травня 1914 року. Після Першої світової війни це свято почали відзначати у Швеції, Норвегії, Данії, Німецькій Державі, Чехословацькій республіці.
З XVII по XIX століття у Великій Британії відзначалася так звана Материнська неділя (англ. Mothering Sunday) — четверта неділя Великого посту, присвячена вшануванню матерів у всій країні.
Уперше ідея виділити окремий день для відзначення єдності матерів у боротьбі за мир з'явилася в пацифістському середовищі. У США ідея вперше була оприлюднена відомою американською пацифісткою Джулією Ворд Гоув у 1872 році. День матері, за версією Джулії Ворд, — це день єдності матерів у боротьбі за мир у всьому світі. Концепція Ворд не знайшла широкої підтримки.
У 1907 році американка Анна Джарвіс із Філадельфії виступила з ініціативою вшанування матерів і їхньої ролі у житті кожної людини у пам'ять про свою мати, Анну Марію Рівз-Джарвіс, відому громадську діячку, що боролася за розвиток галузі охорони здоров'я у США. Джарвіс написала листи до державних установ, законодавчих органів і видатним особам із пропозицією один день у році присвятити вшануванню матерів. У 1910 році штат Вірджинія першим визнав День матері офіційним святом.
У 1914 році, президент США Вудро Вільсон оголосив другу неділю травня національним святом на честь усіх американських матерів. Після завершення Першої світової війни День матері почали відзначати й у Європі.
Слідом за США другу неділю травня оголосили святом 85 країн (зокрема: Бахрейн, Гонконг, Індія, Малайзія, Мексика, Нікарагуа, Об'єднані Арабські Емірати, Оман, Пакистан, Катар, Саудівська Аравія, Сінгапур, Австралія, Україна та інші).

## Символізм і вшанування матері
У сімейному вихованні дітей велика роль відводиться матері, яка піклується про духовний розвиток своїх дітей, щоб вони пам'ятали свою національну спадщину та походження.
В Україні жінка споконвіку асоціювалася з берегинею сім'ї. На рівні з батьком величезну роль у вихованні дітей відіграє й одна з найрідніших у світі людей — мати. Саме від неї залежить виховання дитини та прищеплення любові до рідної землі, культури та збереження національних традицій.

## Релігійне підґрунтя
День матері відзначають другої неділі травня, який уважається місяцем Пречистої Діви Марії. До Матері Божої звертаються християни, просячи заступництва та допомоги. У травні, коли Природа-Мати виряджає свою Доню-Землю в пишному уборі весняних квітів у дорогу життя, праці та радості, люди висловлюють подяку материнській самопожертві та відзначають День матері.
Богородиця посідає чільне місце в релігійній свідомості українців. Це пов'язане з ментальністю та суспільним ладом. Ще здавна князі благали її про заступництво, віддавали честь і хвалу Марії за перемогу в битвах. Богородиця стала опікункою лицарів українського духу — козацтва.

## Історія свята Дня матері в Україні
У часи Київської Русі на території сучасної України, а також козаками святкували День Пречистої Діви Марії, та заведено було вітати в цей день жінок, передусім матерів.
Серед української громади День матері вперше влаштував Союз українок Канади в 1928 році. Наступного року це свято відзначалося вже й у Львові. Ініціатором урочистостей була Олена Кисілевськ, редакторка тижневика «Жіноча доля». Також, у 1929 році Союз українок Галичини зініціював упровадження цього свята на Тернопільщині. Організації «Просвіта», «Рідна школа», «Пласт», «Сокіл» та інші організовували концерти, конференції, фестивалі по всій Східній Галичині. Відтоді День матері відзначали дуже широко.
У 1939 році свято Дня Матері заборонила радянська влада.
Під час Другої світової війни і окупації були спроби свято відродити. Зокрема, автор «Краківських вістей» Б. Д.[хто саме?] 1944 року пропонував святкувати цей день 24 липня — у День св. Ольги. Стаття «День Матері» була передрукована в берлінських «Вістях» 3 серпня 1944 року. Дружина Олега Ольжича Катерина Білецька виступає зі статтею «В день матері» («Український вісник», Берлін, 31 травня 1942 року). У статтях «Свято матері» («Васильківські вісті», 30 травня 1943 року), «В поклоні українській матері» («Холмська земля», 7 травня 1944 року) йшлося про історію свята у світі і про необхідність його відзначення в Україні.
З 1990 року завдяки зусиллям громадських організацій, зокрема Союзу українок, Свято матері повернулося в Україну.
За часів незалежної України свято встановлено «на підтримку ініціативи Державного комітету України у справах сім'ї та молоді, міжнародної організації „Жіноча громада“, Спілки жінок України, громадської організації „Союз українок“…» згідно з Указом Президента України «Про День матері» від 10 травня 1999 року № 489/99. Відзначають День Матері в Україні щороку у другу неділю травня.

## День матері в країнах світу

### Дата святкування
| Григоріанський календар                                                                                                  | Григоріанський календар | Григоріанський календар | Григоріанський календар | Григоріанський календар | Григоріанський календар | Григоріанський календар | Григоріанський календар |
| Випадає на | Дати | Країна | Країна | Країна | Країна | Країна | Країна |
| --- | --- | --- | --- | --- | --- | --- | --- |
| Друга неділя лютого | 12 лютого 2017 11 лютого 2018 10 лютого 2019 9 лютого 2020 14 лютого 2021 13 лютого 2022 12 лютого 2023 11 лютого 2024 9 лютого 2025                | Норвегія | Норвегія | Норвегія | Норвегія | Норвегія | Норвегія |
| 3 березня | | Грузія | Грузія | Грузія | Грузія | Грузія | Грузія |
| 8 березня (разом із Міжнародним жіночим днем)                                                                            | | - Азербайджан - Албанія - Афганістан - Болгарія - В'єтнам - Вірменія - Казахстан - Косово - Лаос - Північна Македонія - Молдова - Сербія - Словенія - Таджикистан - Узбекистан - Чорногорія | - Азербайджан - Албанія - Афганістан - Болгарія - В'єтнам - Вірменія - Казахстан - Косово - Лаос - Північна Македонія - Молдова - Сербія - Словенія - Таджикистан - Узбекистан - Чорногорія | - Азербайджан - Албанія - Афганістан - Болгарія - В'єтнам - Вірменія - Казахстан - Косово - Лаос - Північна Македонія - Молдова - Сербія - Словенія - Таджикистан - Узбекистан - Чорногорія | - Азербайджан - Албанія - Афганістан - Болгарія - В'єтнам - Вірменія - Казахстан - Косово - Лаос - Північна Македонія - Молдова - Сербія - Словенія - Таджикистан - Узбекистан - Чорногорія | - Азербайджан - Албанія - Афганістан - Болгарія - В'єтнам - Вірменія - Казахстан - Косово - Лаос - Північна Македонія - Молдова - Сербія - Словенія - Таджикистан - Узбекистан - Чорногорія | - Азербайджан - Албанія - Афганістан - Болгарія - В'єтнам - Вірменія - Казахстан - Косово - Лаос - Північна Македонія - Молдова - Сербія - Словенія - Таджикистан - Узбекистан - Чорногорія |
| Четверта неділя Великого посту (Материнська неділя)                                                                      | 26 березня 2017 11 березня 2018 31 березня 2019 22 березня 2020 14 березня 2021 27 березня 2022                                                     | - Сполучене Королівство - Гернсі - Джерсі - Ірландія - Нігерія - Острів Мен | - Сполучене Королівство - Гернсі - Джерсі - Ірландія - Нігерія - Острів Мен | - Сполучене Королівство - Гернсі - Джерсі - Ірландія - Нігерія - Острів Мен | - Сполучене Королівство - Гернсі - Джерсі - Ірландія - Нігерія - Острів Мен | - Сполучене Королівство - Гернсі - Джерсі - Ірландія - Нігерія - Острів Мен | - Сполучене Королівство - Гернсі - Джерсі - Ірландія - Нігерія - Острів Мен |
| 21 березня (весняне рівнодення)                                                                                          | | - Бахрейн - Джибуті - Єгипет - Ємен - Ірак - Йорданія - Катар - Комори - Кувейт - Лівія - Ліван - Мавританія - ОАЕ - Оман - Палестина - Саудівська Аравія - Сирія - Сомалі - Судан | - Бахрейн - Джибуті - Єгипет - Ємен - Ірак - Йорданія - Катар - Комори - Кувейт - Лівія - Ліван - Мавританія - ОАЕ - Оман - Палестина - Саудівська Аравія - Сирія - Сомалі - Судан | - Бахрейн - Джибуті - Єгипет - Ємен - Ірак - Йорданія - Катар - Комори - Кувейт - Лівія - Ліван - Мавританія - ОАЕ - Оман - Палестина - Саудівська Аравія - Сирія - Сомалі - Судан | - Бахрейн - Джибуті - Єгипет - Ємен - Ірак - Йорданія - Катар - Комори - Кувейт - Лівія - Ліван - Мавританія - ОАЕ - Оман - Палестина - Саудівська Аравія - Сирія - Сомалі - Судан | - Бахрейн - Джибуті - Єгипет - Ємен - Ірак - Йорданія - Катар - Комори - Кувейт - Лівія - Ліван - Мавританія - ОАЕ - Оман - Палестина - Саудівська Аравія - Сирія - Сомалі - Судан | - Бахрейн - Джибуті - Єгипет - Ємен - Ірак - Йорданія - Катар - Комори - Кувейт - Лівія - Ліван - Мавританія - ОАЕ - Оман - Палестина - Саудівська Аравія - Сирія - Сомалі - Судан |
| 25 березня (Благовіщення Пресвятої Богородиці)                                                                           | | Словенія | Словенія | Словенія | Словенія | Словенія | Словенія |
| 7 квітня | | Вірменія (День материнства і краси) | Вірменія (День материнства і краси) | Вірменія (День материнства і краси) | Вірменія (День материнства і краси) | Вірменія (День материнства і краси) | Вірменія (День материнства і краси) |
| Перша неділя травня | 7 травня 2017 6 травня 2018 5 травня 2019 3 травня 2020 2 травня 2021 1 травня 2022 7 травня 2023 5 травня 2024 4 травня 2025                       | - Ангола - Іспанія - Кабо-Верде - Литва - Мозамбік - Португалія - Румунія - Угорщина | - Ангола - Іспанія - Кабо-Верде - Литва - Мозамбік - Португалія - Румунія - Угорщина | - Ангола - Іспанія - Кабо-Верде - Литва - Мозамбік - Португалія - Румунія - Угорщина | - Ангола - Іспанія - Кабо-Верде - Литва - Мозамбік - Португалія - Румунія - Угорщина | - Ангола - Іспанія - Кабо-Верде - Литва - Мозамбік - Португалія - Румунія - Угорщина | - Ангола - Іспанія - Кабо-Верде - Литва - Мозамбік - Португалія - Румунія - Угорщина |
| 8 травня | | Південна Корея (День батьків) | Південна Корея (День батьків) | Південна Корея (День батьків) | Південна Корея (День батьків) | Південна Корея (День батьків) | Південна Корея (День батьків) |
| 10 травня | | - Гватемала - Мексика - Сальвадор | - Гватемала - Мексика - Сальвадор | - Гватемала - Мексика - Сальвадор | - Гватемала - Мексика - Сальвадор | - Гватемала - Мексика - Сальвадор | - Гватемала - Мексика - Сальвадор |
| Друга неділя травня | 14 травня 2017 13 травня 2018 12 травня 2019 10 травня 2020 9 травня 2021 8 травня 2022 14 травня 2023 12 травня 2024 11 травня 2025 10 травня 2026 | - Австралія - Австрія - Ангілья - Антигуа і Барбуда - Аруба - Багами - Бангладеш - Барбадос - Бельгія - Беліз - Бермуди - Бутан - Бонайре - Ботсвана - Бразилія - Бруней - В'єтнам - Венесуела - Данія - Домініка - Еквадор - Естонія - Ефіопія - Замбія - Зімбабве - Фіджі - Фінляндія - Німеччина - Гана - Греція - Гренада - Гаяна - Гондурас - Гонконг - Ісландія - Індія - Італія - Ямайка - Камбоджа - Кенія - Китай - Кіпр - Колумбія - Куба - Кюрасао - Латвія - Ліберія - Ліхтенштейн - Макао - Малайзія - Мальта - М'янма - Намібія - Нідерланди - Нова Зеландія - Пакистан - Папуа Нова Гвінея - Перу - Філіппіни - Пуерто-Рико - Сент-Кіттс і Невіс - Сент-Люсія - С.-Вінсент і Гренадини - Самоа - Сінгапур - Сінт-Мартен - Словаччина - ПАР - Шрі-Ланка - Суринам - Швейцарія - Тайвань - Танзанія - Тонга - Тринідад і Тобаго - Туреччина - Уганда - Україна - США - Уругвай - Хорватія - Чехія - Чилі - Японія - Канада | - Австралія - Австрія - Ангілья - Антигуа і Барбуда - Аруба - Багами - Бангладеш - Барбадос - Бельгія - Беліз - Бермуди - Бутан - Бонайре - Ботсвана - Бразилія - Бруней - В'єтнам - Венесуела - Данія - Домініка - Еквадор - Естонія - Ефіопія - Замбія - Зімбабве - Фіджі - Фінляндія - Німеччина - Гана - Греція - Гренада - Гаяна - Гондурас - Гонконг - Ісландія - Індія - Італія - Ямайка - Камбоджа - Кенія - Китай - Кіпр - Колумбія - Куба - Кюрасао - Латвія - Ліберія - Ліхтенштейн - Макао - Малайзія - Мальта - М'янма - Намібія - Нідерланди - Нова Зеландія - Пакистан - Папуа Нова Гвінея - Перу - Філіппіни - Пуерто-Рико - Сент-Кіттс і Невіс - Сент-Люсія - С.-Вінсент і Гренадини - Самоа - Сінгапур - Сінт-Мартен - Словаччина - ПАР - Шрі-Ланка - Суринам - Швейцарія - Тайвань - Танзанія - Тонга - Тринідад і Тобаго - Туреччина - Уганда - Україна - США - Уругвай - Хорватія - Чехія - Чилі - Японія - Канада | - Австралія - Австрія - Ангілья - Антигуа і Барбуда - Аруба - Багами - Бангладеш - Барбадос - Бельгія - Беліз - Бермуди - Бутан - Бонайре - Ботсвана - Бразилія - Бруней - В'єтнам - Венесуела - Данія - Домініка - Еквадор - Естонія - Ефіопія - Замбія - Зімбабве - Фіджі - Фінляндія - Німеччина - Гана - Греція - Гренада - Гаяна - Гондурас - Гонконг - Ісландія - Індія - Італія - Ямайка - Камбоджа - Кенія - Китай - Кіпр - Колумбія - Куба - Кюрасао - Латвія - Ліберія - Ліхтенштейн - Макао - Малайзія - Мальта - М'янма - Намібія - Нідерланди - Нова Зеландія - Пакистан - Папуа Нова Гвінея - Перу - Філіппіни - Пуерто-Рико - Сент-Кіттс і Невіс - Сент-Люсія - С.-Вінсент і Гренадини - Самоа - Сінгапур - Сінт-Мартен - Словаччина - ПАР - Шрі-Ланка - Суринам - Швейцарія - Тайвань - Танзанія - Тонга - Тринідад і Тобаго - Туреччина - Уганда - Україна - США - Уругвай - Хорватія - Чехія - Чилі - Японія - Канада | - Австралія - Австрія - Ангілья - Антигуа і Барбуда - Аруба - Багами - Бангладеш - Барбадос - Бельгія - Беліз - Бермуди - Бутан - Бонайре - Ботсвана - Бразилія - Бруней - В'єтнам - Венесуела - Данія - Домініка - Еквадор - Естонія - Ефіопія - Замбія - Зімбабве - Фіджі - Фінляндія - Німеччина - Гана - Греція - Гренада - Гаяна - Гондурас - Гонконг - Ісландія - Індія - Італія - Ямайка - Камбоджа - Кенія - Китай - Кіпр - Колумбія - Куба - Кюрасао - Латвія - Ліберія - Ліхтенштейн - Макао - Малайзія - Мальта - М'янма - Намібія - Нідерланди - Нова Зеландія - Пакистан - Папуа Нова Гвінея - Перу - Філіппіни - Пуерто-Рико - Сент-Кіттс і Невіс - Сент-Люсія - С.-Вінсент і Гренадини - Самоа - Сінгапур - Сінт-Мартен - Словаччина - ПАР - Шрі-Ланка - Суринам - Швейцарія - Тайвань - Танзанія - Тонга - Тринідад і Тобаго - Туреччина - Уганда - Україна - США - Уругвай - Хорватія - Чехія - Чилі - Японія - Канада | - Австралія - Австрія - Ангілья - Антигуа і Барбуда - Аруба - Багами - Бангладеш - Барбадос - Бельгія - Беліз - Бермуди - Бутан - Бонайре - Ботсвана - Бразилія - Бруней - В'єтнам - Венесуела - Данія - Домініка - Еквадор - Естонія - Ефіопія - Замбія - Зімбабве - Фіджі - Фінляндія - Німеччина - Гана - Греція - Гренада - Гаяна - Гондурас - Гонконг - Ісландія - Індія - Італія - Ямайка - Камбоджа - Кенія - Китай - Кіпр - Колумбія - Куба - Кюрасао - Латвія - Ліберія - Ліхтенштейн - Макао - Малайзія - Мальта - М'янма - Намібія - Нідерланди - Нова Зеландія - Пакистан - Папуа Нова Гвінея - Перу - Філіппіни - Пуерто-Рико - Сент-Кіттс і Невіс - Сент-Люсія - С.-Вінсент і Гренадини - Самоа - Сінгапур - Сінт-Мартен - Словаччина - ПАР - Шрі-Ланка - Суринам - Швейцарія - Тайвань - Танзанія - Тонга - Тринідад і Тобаго - Туреччина - Уганда - Україна - США - Уругвай - Хорватія - Чехія - Чилі - Японія - Канада | - Австралія - Австрія - Ангілья - Антигуа і Барбуда - Аруба - Багами - Бангладеш - Барбадос - Бельгія - Беліз - Бермуди - Бутан - Бонайре - Ботсвана - Бразилія - Бруней - В'єтнам - Венесуела - Данія - Домініка - Еквадор - Естонія - Ефіопія - Замбія - Зімбабве - Фіджі - Фінляндія - Німеччина - Гана - Греція - Гренада - Гаяна - Гондурас - Гонконг - Ісландія - Індія - Італія - Ямайка - Камбоджа - Кенія - Китай - Кіпр - Колумбія - Куба - Кюрасао - Латвія - Ліберія - Ліхтенштейн - Макао - Малайзія - Мальта - М'янма - Намібія - Нідерланди - Нова Зеландія - Пакистан - Папуа Нова Гвінея - Перу - Філіппіни - Пуерто-Рико - Сент-Кіттс і Невіс - Сент-Люсія - С.-Вінсент і Гренадини - Самоа - Сінгапур - Сінт-Мартен - Словаччина - ПАР - Шрі-Ланка - Суринам - Швейцарія - Тайвань - Танзанія - Тонга - Тринідад і Тобаго - Туреччина - Уганда - Україна - США - Уругвай - Хорватія - Чехія - Чилі - Японія - Канада |
| 15 травня | | Парагвай (в той самий день, що і Día de la Patria) | Парагвай (в той самий день, що і Día de la Patria) | Парагвай (в той самий день, що і Día de la Patria) | Парагвай (в той самий день, що і Día de la Patria) | Парагвай (в той самий день, що і Día de la Patria) | Парагвай (в той самий день, що і Día de la Patria) |
| 19 травня | | Киргизстан (кирг. Энэ күнү) | Киргизстан (кирг. Энэ күнү) | Киргизстан (кирг. Энэ күнү) | Киргизстан (кирг. Энэ күнү) | Киргизстан (кирг. Энэ күнү) | Киргизстан (кирг. Энэ күнү) |
| 26 травня | | Польща (пол. Dzień Matki) | Польща (пол. Dzień Matki) | Польща (пол. Dzień Matki) | Польща (пол. Dzień Matki) | Польща (пол. Dzień Matki) | Польща (пол. Dzień Matki) |
| 27 травня | | Болівія | Болівія | Болівія | Болівія | Болівія | Болівія |
| Остання неділя травня (у деяких країнах — перша неділя червня, якщо остання неділя травня випадає на День Святої Трійці) | 28 травня 2017 27 травня 2018 26 травня 2019 31 травня 2020 (7 червня 2020) 30 травня 2021 29 травня 2022                                           | - Алжир - Домініканська Республіка - Мадагаскар - Марокко - Гаїті - Маврикій - Сенегал - Швеція - Туніс - Франція (Перша неділя червня, якщо остання неділя травня випадає на День Святої Трійці) Французькі Антильські острови (Перша неділя червня, якщо остання неділя травня випадає на День Святої Трійці) | - Алжир - Домініканська Республіка - Мадагаскар - Марокко - Гаїті - Маврикій - Сенегал - Швеція - Туніс - Франція (Перша неділя червня, якщо остання неділя травня випадає на День Святої Трійці) Французькі Антильські острови (Перша неділя червня, якщо остання неділя травня випадає на День Святої Трійці) | - Алжир - Домініканська Республіка - Мадагаскар - Марокко - Гаїті - Маврикій - Сенегал - Швеція - Туніс - Франція (Перша неділя червня, якщо остання неділя травня випадає на День Святої Трійці) Французькі Антильські острови (Перша неділя червня, якщо остання неділя травня випадає на День Святої Трійці) | - Алжир - Домініканська Республіка - Мадагаскар - Марокко - Гаїті - Маврикій - Сенегал - Швеція - Туніс - Франція (Перша неділя червня, якщо остання неділя травня випадає на День Святої Трійці) Французькі Антильські острови (Перша неділя червня, якщо остання неділя травня випадає на День Святої Трійці) | - Алжир - Домініканська Республіка - Мадагаскар - Марокко - Гаїті - Маврикій - Сенегал - Швеція - Туніс - Франція (Перша неділя червня, якщо остання неділя травня випадає на День Святої Трійці) Французькі Антильські острови (Перша неділя червня, якщо остання неділя травня випадає на День Святої Трійці) | - Алжир - Домініканська Республіка - Мадагаскар - Марокко - Гаїті - Маврикій - Сенегал - Швеція - Туніс - Франція (Перша неділя червня, якщо остання неділя травня випадає на День Святої Трійці) Французькі Антильські острови (Перша неділя червня, якщо остання неділя травня випадає на День Святої Трійці) |
| 30 травня | | Нікарагуа | Нікарагуа | Нікарагуа | Нікарагуа | Нікарагуа | Нікарагуа |
| 1 червня | | Монголія (разом із Днем дітей) | Монголія (разом із Днем дітей) | Монголія (разом із Днем дітей) | Монголія (разом із Днем дітей) | Монголія (разом із Днем дітей) | Монголія (разом із Днем дітей) |
| Друга неділя червня | 13 червня 2021 | Люксембург | Люксембург | Люксембург | Люксембург | Люксембург | Люксембург |
| Перший понеділок липня                                                                                                   | 5 липня 2021 | Південний Судан | Південний Судан | Південний Судан | Південний Судан | Південний Судан | Південний Судан |
| 12 серпня | | Таїланд (день народження Королеви Сикирит) | Таїланд (день народження Королеви Сикирит) | Таїланд (день народження Королеви Сикирит) | Таїланд (день народження Королеви Сикирит) | Таїланд (день народження Королеви Сикирит) | Таїланд (день народження Королеви Сикирит) |
| 15 серпня (Внебовзяття Пресвятої Діви Марії)                                                                             | | Коста-Рика Антверпен (Бельгія) | Коста-Рика Антверпен (Бельгія) | Коста-Рика Антверпен (Бельгія) | Коста-Рика Антверпен (Бельгія) | Коста-Рика Антверпен (Бельгія) | Коста-Рика Антверпен (Бельгія) |
| Другий понеділок жовтня                                                                                                  | 12 жовтня 2020 11 жовтня 2021 | Малаві | Малаві | Малаві | Малаві | Малаві | Малаві |
| 14 жовтня | | Білорусь | Білорусь | Білорусь | Білорусь | Білорусь | Білорусь |
| Третя неділя жовтня | 18 жовтня 2020 17 жовтня 2021 | Аргентина (Día de la Madre) | Аргентина (Día de la Madre) | Аргентина (Día de la Madre) | Аргентина (Día de la Madre) | Аргентина (Día de la Madre) | Аргентина (Día de la Madre) |
| 3 листопада | | Східний Тимор | Східний Тимор | Східний Тимор | Східний Тимор | Східний Тимор | Східний Тимор |
| 16 листопада | | Північна Корея | Північна Корея | Північна Корея | Північна Корея | Північна Корея | Північна Корея |
| Остання неділя листопада                                                                                                 | 24 листопада 2019 29 листопада 2020 28 листопада 2021                                                                                               | Росія | | | | | |
| 8 грудня (Свято Непорочного зачаття)                                                                                     | | Панама | Панама | Панама | Панама | Панама | Панама |
| 22 грудня | | Індонезія | Індонезія | Індонезія | Індонезія | Індонезія | Індонезія |
| Єврейські календарі | | | | | | | |
| Випадає на | Відповідні Григоріанські дати | Країна | Країна | Країна | Країна | Країна | Країна |
| 30 Швата | Між 30 січня і 1 березня — День сім'ї | Ізраїль | Ізраїль | Ізраїль | Ізраїль | Ізраїль | Ізраїль |
| 22 травня | День матері — новий | Ізраїль | Ізраїль | Ізраїль | Ізраїль | Ізраїль | Ізраїль |
| Індуські календарі | | | | | | | |
| Випадає на | Відповідні Григоріанські дати | Країна | | | | | |
| Baisakh Amavasya (Mata Tirtha Aunsi)                                                                                     | Між 19 квітня і 19 травня 6 травня 2016 26 квітня 2017                                                                                              | Непал | Непал | Непал | Непал | Непал | Непал |
| Ісламські календарі | | | | | | | |
| Випадає на | Відповідні Григоріанські дати | Країна | Країна | Країна | Країна | Країна | Країна |
| 20 Jumada al-Thani | 15 лютого 2020 3 лютого 2021 | Іран | Іран | Іран | Іран | Іран | Іран |

### Австралія
В Австралії День матері відзначається в другу неділю травня, та він не є ні громадським, ні офіційним святом.

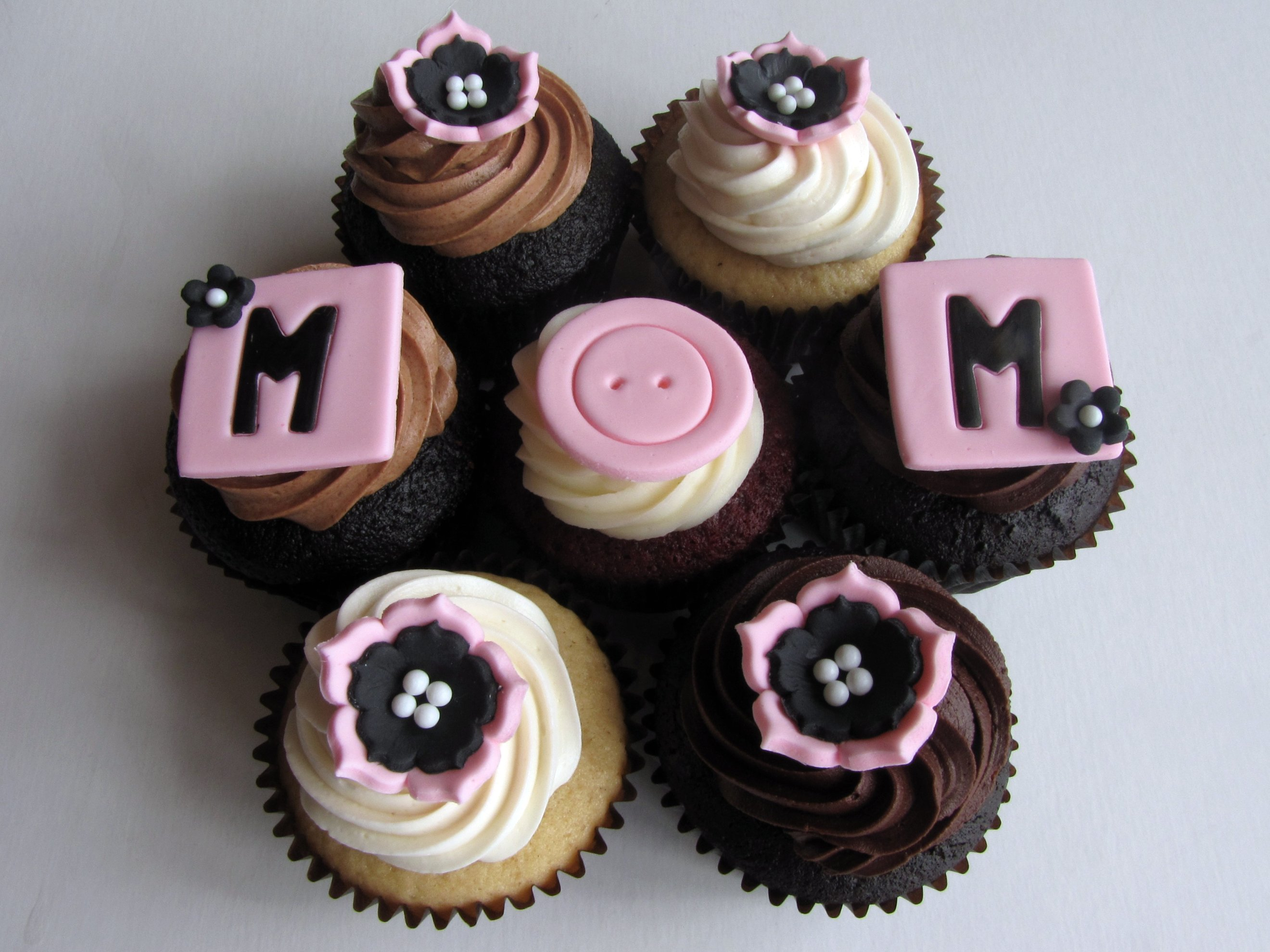
Печиво до Дня матері

Традиція дарувати дарунки матерям в однойменне свято в Австралії була розпочата у 1924 році панною Джанет Гайден, мешканкою Лайкардт Сіднею. Вона розпочала цю традицію під час візиту до пацієнта в Ньюінгтонському державному будинку для жінок, де вона зустріла багато одиноких і забутих жінок. Для того, щоб підбадьорити їх, вона зібрала пожертвування від місцевих школярів і підприємців, щоб придбати та подарувати подарунки цим жінкам. Після цього щороку панною Гайден збиралося багато пожертвувань від місцевих підприємців, і навіть від місцевого мера.
Пізніше День матері перетворився на джерело прибутків. Традиційно в цей день матерям дарують хризантему, зазвичай осінню квітку, англомовна назва якої chrysanthemum закінчується на mum («ма») — так в Австралії зазвичай називають матерів.

### Індія
В Індії на честь богині Дурґа щорічно проводиться 10-денний фестиваль Дурґа-Пуджа, який символізує перемогу добра над злом. Сім'ї купують подарунки один одному та друзям, та довго готуються до свята.

### Мексика
10 травня відзначається День Матері у Мексиці (ісп. El Día de la Madre). У цей день вранці традиційно співають особливу пісню присвячену матері, ба більше, сім'ї які можуть собі дозволити, наймають оркестр для виконання. Діти співають, танцюють та обсипають маму подарунками в цей день. Сім'ї збираються разом та куштують національні святкові страви.

### Ефіопія
Ефіопська версія Дня матері — фестиваль Антрошт, який влаштовується після завершення сезону дощів. Сім'я збирається на свято, при цьому діти мають принести інгредієнти для приготування страв, дочки — овочі та фрукти, сини — м'ясо. Для мами готують святковий традиційний хаш.

### Білорусь
У Білорусі День матері святкується 14 жовтня та збігається зі святом Покрова Пресвятої Богородиці за юліанським календарем.

### Великобританія
У Великобританії День Матері називається Материнська Неділя, а саме четверта неділя Великого Посту. Це свято має глибокі традиції, які тяжіють до часів Середньовіччя, коли дорослі та діти від 10 років були вимушені покидати свої поселення та йти на заробітки. Тому Материнська Неділя була для них вихідним днем, щоб зустрітись з мамою та піти до церкви. В цей день матерям дарують нарциси та готують традиційний фруктовий пиріг (англ. Simnel cake).

### Японія
У Японській імперії перше святкування Дня матері (яп. Haha no Hi) відбулося 6 березня 1931 року з нагоди дня народження Імператриці Кодзюн. Ініціатором проведення свята стала Асоціація жінок Великої Японії. 8 травня 1937 року кондитерська компанія «Морінаґа» провела фестиваль із нагоди Дня матері в Токіо. Проте святкування цього свята не прижилося. Після поразки Японської імперії в Другій світовій війні, починаючи з 1949 року, під впливом американських традицій, японці стали святкувати День матері щороку, кожної другої неділі травня. У цей день заведено вітати матерів і дарувати їм гвоздики та готувати їм страви.